# I predatori della preistoria
I predatori della preistoria (Walking with beasts in originale) è una serie di documentari televisivi del 2001 divisa in sei episodi, prodotta dalla BBC Natural History Unit. Si tratta della seconda serie del filone di documentari Walking with... ed è il sequel de Nel mondo dei dinosauri (Walking with dinosaurs in originale). La serie prende luogo dopo l'estinzione dei dinosauri, 65 milioni di anni fa, e ricrea l'ambiente e le abitudini degli animali del Cenozoico con immagini generate al computer e animatroni. Come nella precedente serie, la sua narrazione si presenta nello stile di un tradizionale documentario naturalistico, illustrando tuttavia argomenti di natura paleontologica come l'evoluzione delle balene, dei cavalli e degli esseri umani. 
Ovviamente a causa del periodo in cui è stata girata la serie molte delle illustrazioni, informazioni e ricostruzioni degli animali oggi non sono più attendibili e oggi considerate errate. 
In Nord America, la serie è stata mandata in onda su Discovery Channel con Stockard Channing che sostituisce Kenneth Branagh come narratore.
In Italia invece, la serie è stata trasmessa su Rete 4 e narrata da Mario Zucca, in una versione alternativa con diversi tagli rispetto alla versione originale, le musiche sostituite ed un ordine delle puntate diverso. In seguito gli episodi della serie vennero distribuiti in VHS con la rivista TV, Sorrisi e Canzoni, nelle loro versioni integrali narrati questa volta da Giorgio Lopez, aventi però alla fine uno spezzone dai due dietro le quinte del programma.

## Produzione
Il produttore Tim Haines, che aveva già creato la serie Nel mondo dei dinosauri, voleva assolutamente crearne un sequel per illustrare al grande pubblico gli affascinanti mammiferi del Cenozoico, che sono stati meno rappresentati nella cultura popolare rispetto ai dinosauri.
Come per il documentario Nel mondo dei dinosauri, i produttori hanno dovuto ricercare le precise location che corrispondevano abbastanza all'ambiente presente al tempo a cui è ambientata la serie, mentre gli animali preistorici venivano ricreati tramite la CGI o attraverso animatroni animati per i primi piani. A volte era necessario replicare l'impatto degli animali ricreati al computer sull'ambiente reale, come ad esempio le impronte lasciate sulla neve da un mammut lanoso. Gli ampi movimenti degli animatroni erano controllati da burattinai, mentre i loro movimenti più sottili erano controllati in remoto e gestiti tramite dei servomotori.
Il costo per effetti visivi è stato di circa 7 o 8 milioni di dollari, cifre molto alte per un prodotto televisivo dell'epoca.  La pelliccia e le parti in movimento dei mammiferi si presentarono molto più complesse e più impegnative rispetto ad animare i rettili squamosi de Nel mondo dei Dinosauri. Le pelurie più rade vennero animate con l'utilizzo di trucchi corto, mentre i manti più folti (come i mammut lanosi) furono animati tramite shaders.
Caso eccezionale in questo documentario, gli uomini di Cro-Magnon e i Neanderthal sono stati interpretati da attori veri, all'interno dell'episodio In viaggio con i mammut. Nell'episodio La preda, in piedi, si ribella, nelle inquadrature ravvicinate gli Australopithecus sono interpretati da attori che indossano protesi.
L'episodio I felini dai denti a sciabola è stato girato in Brasile, dove lo Smilodon realmente viveva.

## Episodi

### L'alba di un nuovo giorno

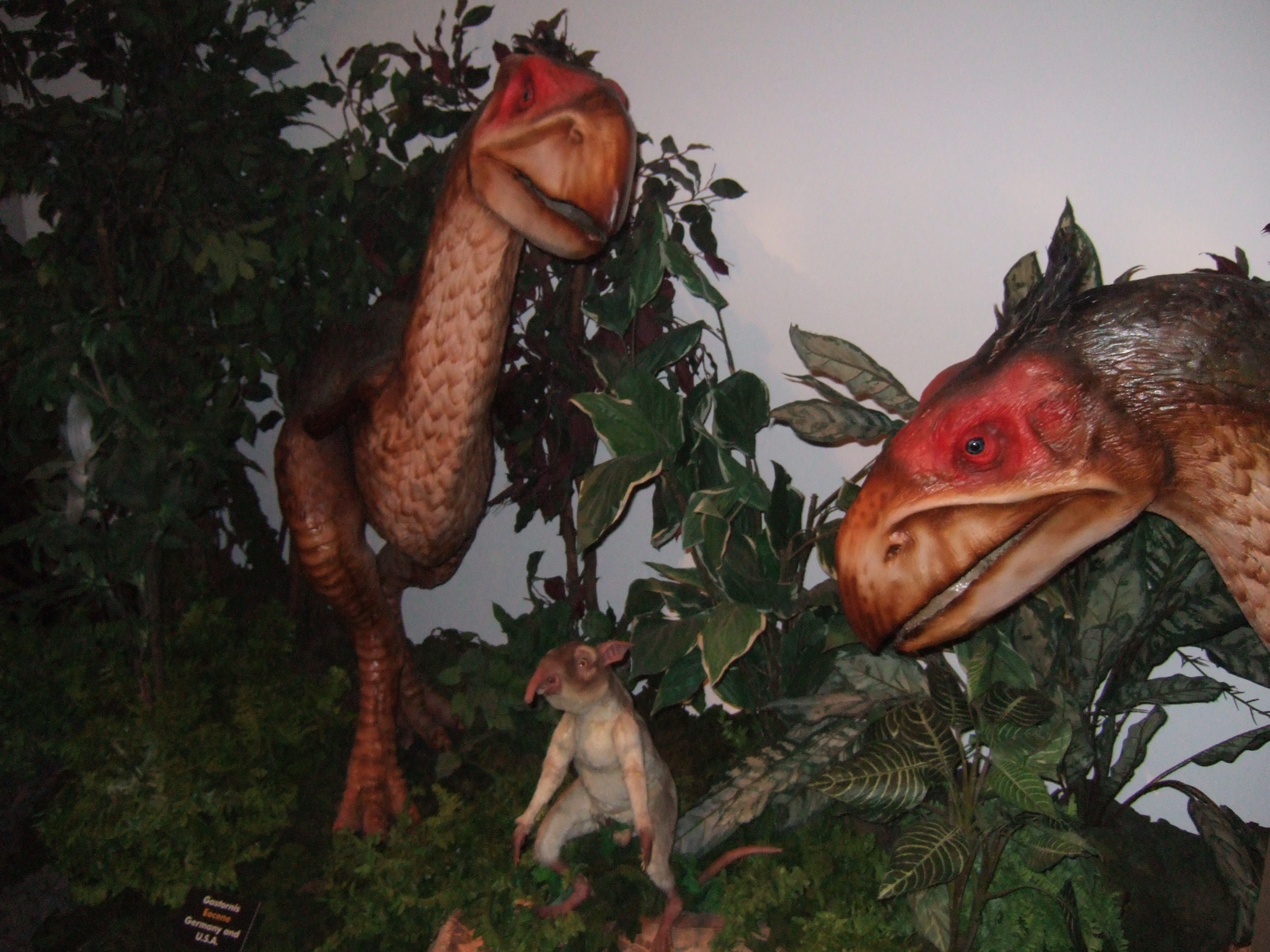
Due ricostruzioni di Gastornis assieme ad un Leptictidium, presenti all'interno dell'episodio, ora esposti al Museo Horniman, Londra

- 49 milioni di anni fa - Eocene inferiore - (Germania)
- Set delle riprese: Giava

L'episodio inizia mostrando il mondo dominato dai dinosauri, ritornando esattamente dove era terminato Nel mondo dei dinosauri (ovvero con la battaglia tra la femmina di Tyrannosaurus e l'Ankylosaurus),  mentre i piccoli mammiferi vivono nella loro ombra. Tuttavia l'arrivo di un meteorite spazza via i dinosauri, consentendo ai mammiferi di rimpiazzarli ed evolversi in nuove specie. Agli inizi dell'Eocene, circa 16 milioni di anni dopo, il mondo è caldo e tropicale e dopo l'estinzione di gran parte dei dinosauri, gli uccelli, unici theropodi sopravvissuti, sono diventati i predatori dominanti, come il gigantesco Gastornis, mentre i mammiferi sono ancora molto piccoli. L'episodio prende luogo vicino al pozzo di Messel, in Germania. A causa dell'intensa attività vulcanica dell'epoca, le improvvise fughe di biossido di carbonio intrappolato sotto i laghi rappresentano un rischio significativo per la fauna locale. In questo luogo così ostile, una femmina di Leptictidium cerca di sopravvivere e crescere i suoi piccoli. Mentre è in cerca di cibo, si imbatte in un Ambulocetus, la "balena che cammina", un predatore immigrato dai mari del Pakistan che, nonostante la sua somiglianza con i coccodrilli, è in realtà un antenato ancestrale dei moderni cetacei. Nel frattempo, una femmina di Gastornis si prende cura del suo unico uovo deposto in un nido posto al suolo, tentando di cacciare i piccoli Propalaeotherium, cugini ancestrali dei cavalli, fallendo. Tuttavia, i piccoli cavalli si nutrono di uva fermentata che intorbidisce i loro sensi e uno di loro viene catturato e ucciso dal Gastornis. Purtroppo, mentre quest'ultima era a caccia, un'orda di Titanomyrma, grandi formiche carnivore, trovano l'uovo dell'uccello e ne divorano il pulcino appena nato. Quando la femmina scopre la morte della prole, lascia il suo territorio. Con l'arrivo della notte, un gruppo di Godinotia, animali simili a lemuri, iniziano a socializzare e copulare nel buio. L'Ambulocetus riesce finalmente a catturare un Lesmesodon, sulle rive del lago. Durante la notte però una scossa di terremoto scatena l'anidride carbonica intrappolata sotto il lago e il gas soffoca la maggior parte degli animali. La mattina seguente si scopre che la famiglia dei Leptictidium è sopravvissuta poiché la loro tana era controvento. Nonostante i Leptictidium siano sopravvissuti al gas, in futuro la loro stirpe non lascerà discendenti, mentre i discendenti dell'Ambulocetus daranno origine alle prime balene.
Animali presenti:
Leptictidium · Gastornis · Ambulocetus · Propalaeotherium · Godinotia · Eurotamandua (non identificato) · Titanomyrma (identificate come "formiche carnivore giganti") · Lesmesodon (non identificato) · Crusafontia · Kentisuchus (identificato come "coccodrillo")

### La balena killer domina i mari

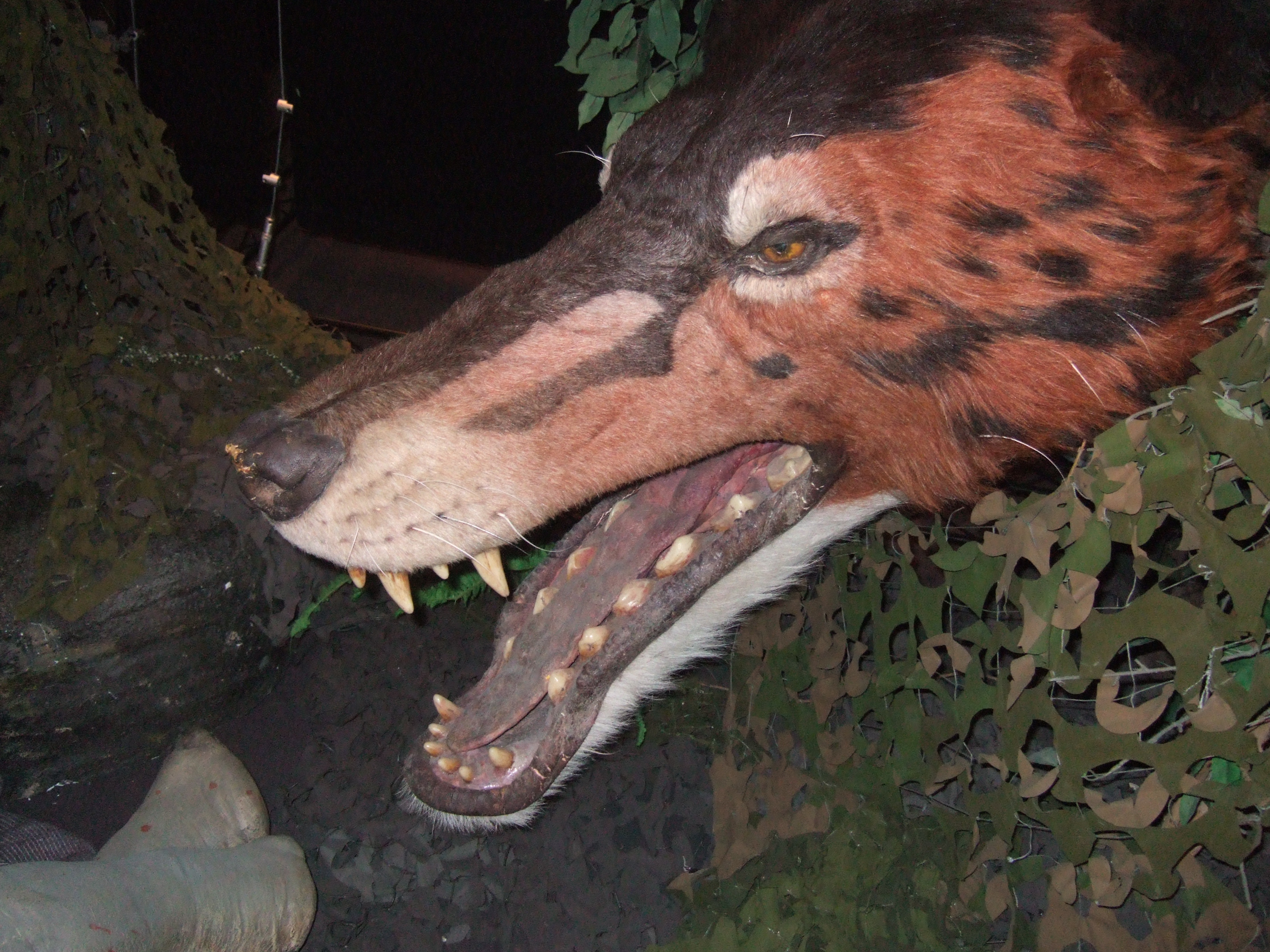
L'Andrewsarchus che appare nell'episodio

- 36 milioni di anni fa - Eocene superiore - (Pakistan-Egitto-Mare Tetide)
- Set delle riprese: Florida, Messico

Il secondo episodio ha luogo alla fine dell'Eocene, quando le calotte polari cominciarono a gelare cambiando drasticamente le correnti oceaniche ed il clima terrestre. Questo cambiamento repentino della temperatura oceanica manda in crisi la catena alimentare marina costringendo le prime balene, come il Basilosaurus a cercare nuove fonti di cibo. Intanto sulla terraferma domina l'Andrewsarchus, il più grande mammifero predatore terrestre simile ad un lupo, ma più strettamente imparentato con gli ungulati. Nel mare, la femmina di Basilosaurus incinta protagonista, senza cibo nell'oceano è costretta a cacciare nelle acque più basse tra le mangrovie delle paludi dell'Africa, che un giorno diventeranno il deserto del Sahara. Non potendo cacciare il piccolo primate Apidium, spaventati dall'attacco di uno squalo, la femmina di Basilosaurus cerca di cacciare un solitario Moeritherium, che tuttavia si mette in salvo su una striscia di terra emersa, costringendo la Basilosaurus a ritornare in mare. Intanto nell'entroterra, un branco di Embolotherium lotta per sopravvivere: a causa della forte siccità e dei cambi climatici uno dei loro vitelli muore dopo la nascita e due Andrewsarchus cercano di recuperare la carcassa, ma la madre Embolotherium li allontana per il forte legame con la sua prole. In mare, la madre Basilosaurus trova finalmente del cibo cacciando e mangiando dei giovani Dorudon. L'episodio si conclude con la madre Basilosaurus che nuota insieme al suo cucciolo finalmente nato. Nonostante il loro successo, anche Il Basilosaurus, col mutamento delle correnti oceaniche, è destinato all'estinzione.
Animali presenti:
Basilosaurus · Andrewsarchus · Embolotherium (identificato come brontoterio) · Dorudon · Moeritherium · Apidium · Physogaleus (identificato come squalo) · Puppigerus (identificata come tartaruga marina) · Avvoltoio monaco

### La terra dei giganti

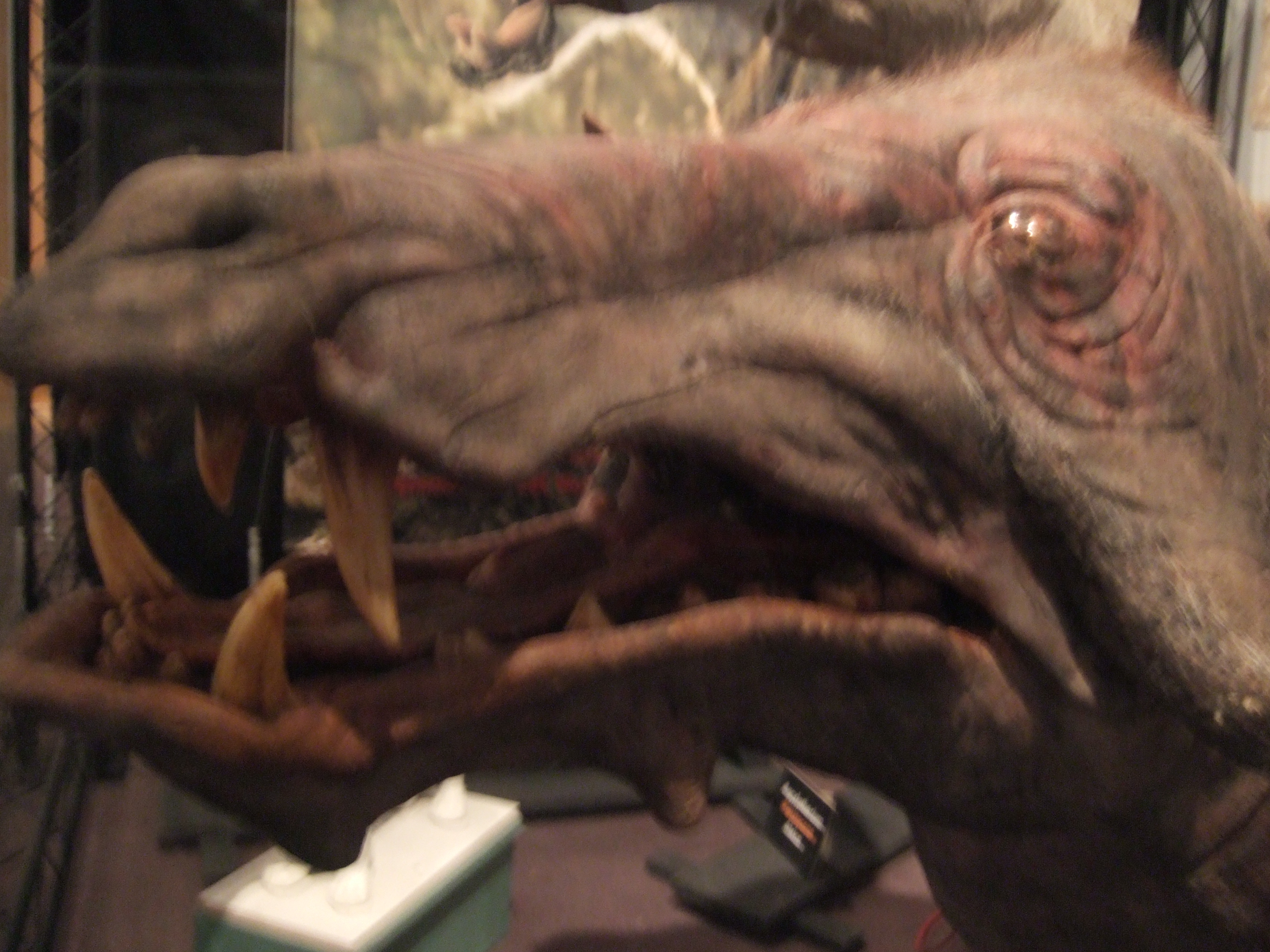
L'Entelodon che appare nell'episodio

- 25 milioni di anni fa - Oligocene superiore - (Mongolia)
- Set delle riprese: Messico, Arizona

Il terzo episodio si svolge durante l'Oligocene superiore, in Mongolia, dove le stagioni delle piogge sono molto scarse e seguite da lunghe siccità, il che causa la scomparsa delle foreste lasciando il posto a vaste praterie secche. L'episodio racconta la storia di una madre Paraceratherium, il più grande mammifero erbivoro mai vissuto sulla terra imparentato con i rinoceronti. Durante la notte la madre dà alla luce un unico piccolo che difende strenuamente da alcuni Hyaenodon. Nel frattempo nel territorio, si assiste ad una battuta di caccia di uno Hyaenodon ai danni di un Chalicotherium, tuttavia la preda gli viene rubata da un trio di aggressivi Entelodon. La madre Paraceratherium alleva il suo cucciolo per tre anni, ma alla fine lo allontana, svezzandolo e accoppiandosi con un altro maschio dal quale avrà un altro cucciolo. Alla fine, dopo essere stato due volte respinto, il giovane Paraceratherium riesce a sopravvivere e a raggiungere l'età adulta.
Animali presenti:
Paraceratherium (identificato come Indricotherium) · Hyaenodon · Entelodon · Chalicotherium · Cynodictis (identificato come anficionide)

### La preda, in piedi, si ribella

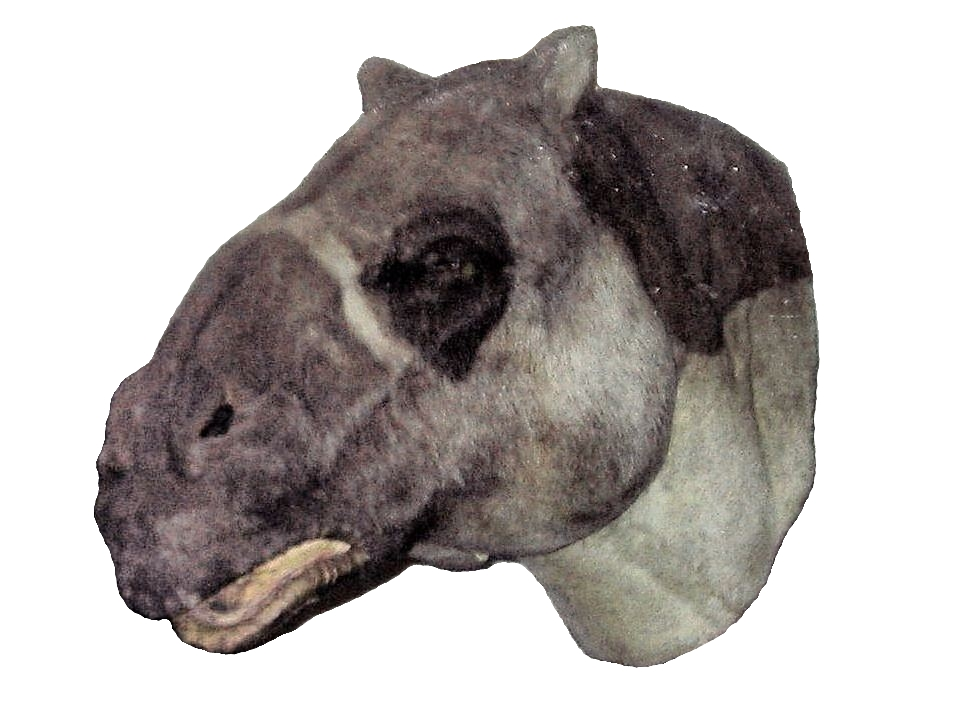
Modello della testa di Ancylotherium comparso nell'episodio

- 3,2 milioni di anni fa - Pliocene - (Etiopia)
- Set delle riprese: Sudafrica, Etiopia

Il quarto episodio si svolge nella Great Rift Valley nel nord-est dell'Africa, nel tardo Pliocene. Il clima è cambiato, e ora le grandi praterie hanno sostituito le folte foreste. L'episodio si concentra su una tribù di piccoli ominidi conosciuti come Australopithecus, una delle prime scimmie in grado di camminare in posizione eretta e una stretto antenato degli esseri umani. L'Australopithecus si è evoluto per camminare in posizione verticale in modo da aggirarsi meglio nelle pianure e per salire di rado sugli alberi. Sebbene l'Australopithecus sembrerebbe più umano, il suo cervello è ancora ai livelli di quelli di uno scimpanzé. La tribù di Australopithecus passa il suo tempo a rafforzare i legami sociali tra i suoi membri e la ricerca di cibo. All'interno della tribù vi è anche il piccolo Blue, un orfano che fatica ad entrare nel gruppo, venendo perlopiù emarginato dai compagni. Nonostante la loro intelligenza, la tribù deve guardarsi dai pericoli della savana, come gli aggressivi Deinotherium, antenati degli elefanti, il felino Dinofelis e anche altre tribù ostili di Australopithecus. La gerarchia della tribù è stabilita da Grey, il maschio dominante e più grande delle femmine, che nel corso dell'episodio viene soppiantato da Hercules, un altro maschio più giovane. Dopo aver perso il territorio a causa di una tribù nemica ed aver trovato un nuovo territorio la tribù viene attaccata da un Dinofelis che, dopo aver mangiato Black-Eye, quasi uccide Blue ma per la prima volta la tribù si schiera dalla sua parte, mettendo in fuga il Dinofelis urlandogli contro e lanciandogli delle pietre. Grazie a questo gesto finalmente Blue entra a far parte della tribù e viene accettato dagli altri membri.
Animali presenti:
Australopithecus · Dinofelis · Deinotherium · Ancylotherium · Metridiochoerus (non identificato) · Rinoceronte bianco · Sciacallo dalla gualdrappa · Grifone dorsobianco africano · Zebra di Grévy · Struzzo

### I felini dai denti a sciabola

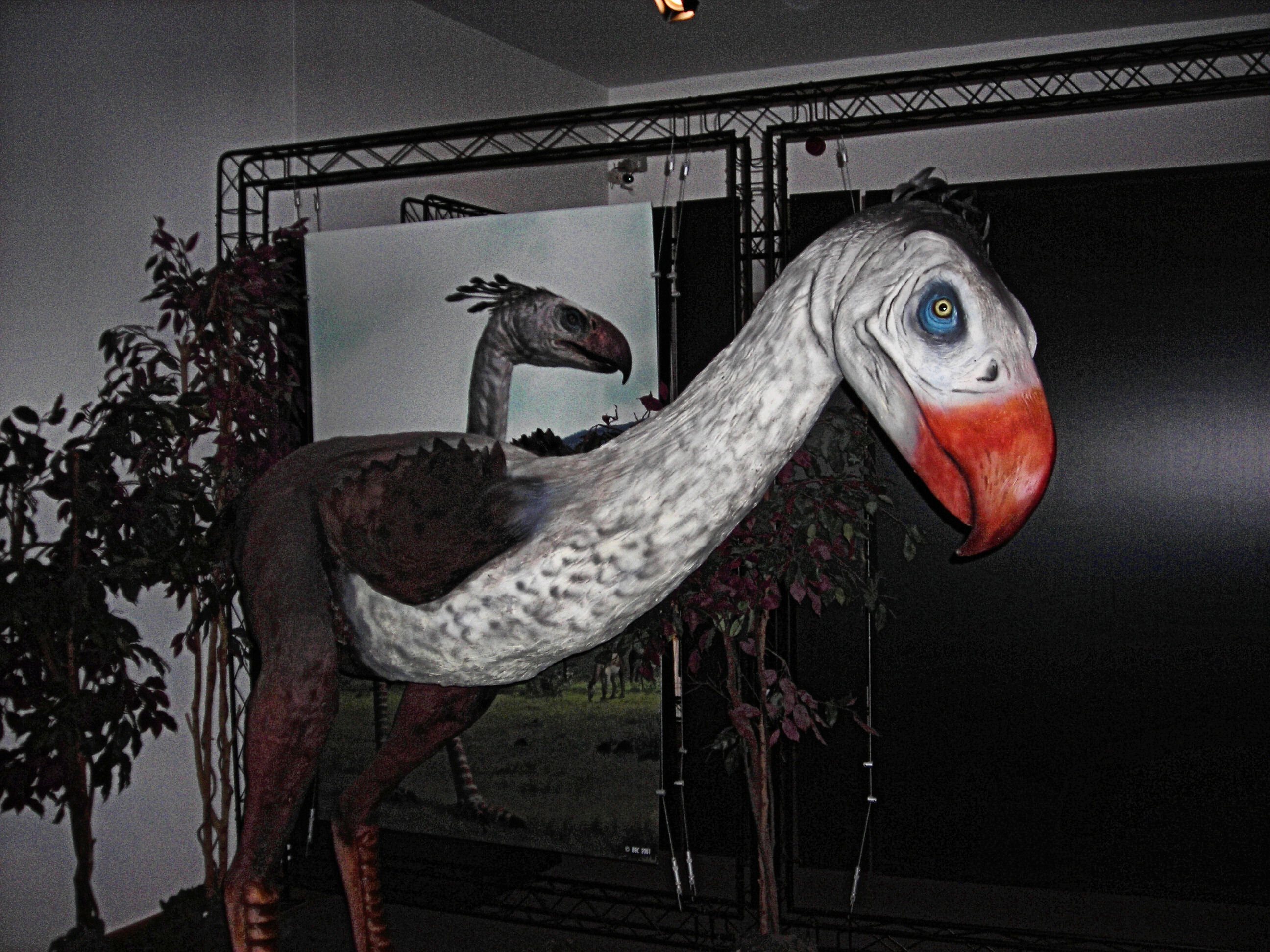
Il Phorusrhacos che appare nell'episodio

- 1 milione di anni fa - Pleistocene inferiore - (Paraguay)
- Set delle riprese: Brasile

Il quinto episodio mostra la strana fauna del Sud America un continente rimasto isolato ed esplora gli effetti del grande scambio americano, accaduto 1,5 milioni di anni prima. Il Sud America si era allontanato dall'Antartide 30 milioni di anni fa, dove si sono evoluti mammiferi unici e strani, come il Doedicurus, un mammifero corazzato simile ad un armadillo, il Macrauchenia e il Megatherium, un bradipo gigante. Per 40 milioni di anni i predatori dominanti del Sud America era i terribili "uccelli del terrore", come il Phorusrhacos. Tuttavia grazie allo scambio americano, i grandi felini che migravano da nord, hanno detronizzato i grandi uccelli come predatori dominanti. L'episodio si concentra su un maschio di Smilodon, una tigre dai denti a sciabola, chiamato Dente Spezzato la cui leadership del suo branco è minacciata da due maschi fratelli che lo cacciano dal suo branco. Dente Spezzato riesce ad uscire illeso dallo scontro ma rimane nei paraggi del branco meditando di ritornare. Intanto i due maschi uccidono tutti i figli di Dente Spezzato e si accoppiano con le sue femmine. Successivamente, l'episodio mostra il branco di Smilodon mentre cacciano i Macrauchenia, mentre i Phorusrhacos sono degradati a spazzini. Mentre si nutrono gli Smilodon vengono attaccati da un Megatherium, che nonostante sia erbivoro voleva cibarsi della carogna per integrare proteine nella sua dieta. Nello scontro, il Megatherium uccide con un'artigliata uno dei due fratelli, consentendo Dente Spezzato di combattere alla pari con l'altro fratello, che riesce a battere e a bandire. Un anno dopo, le femmine del branco di Dente Spezzato danno alla luce una nuova cucciolata di figli suoi.
Animali presenti:
Smilodon · Phorusrhacos · Macrauchenia · Megatherium · Doedicurus

### In viaggio con i mammut

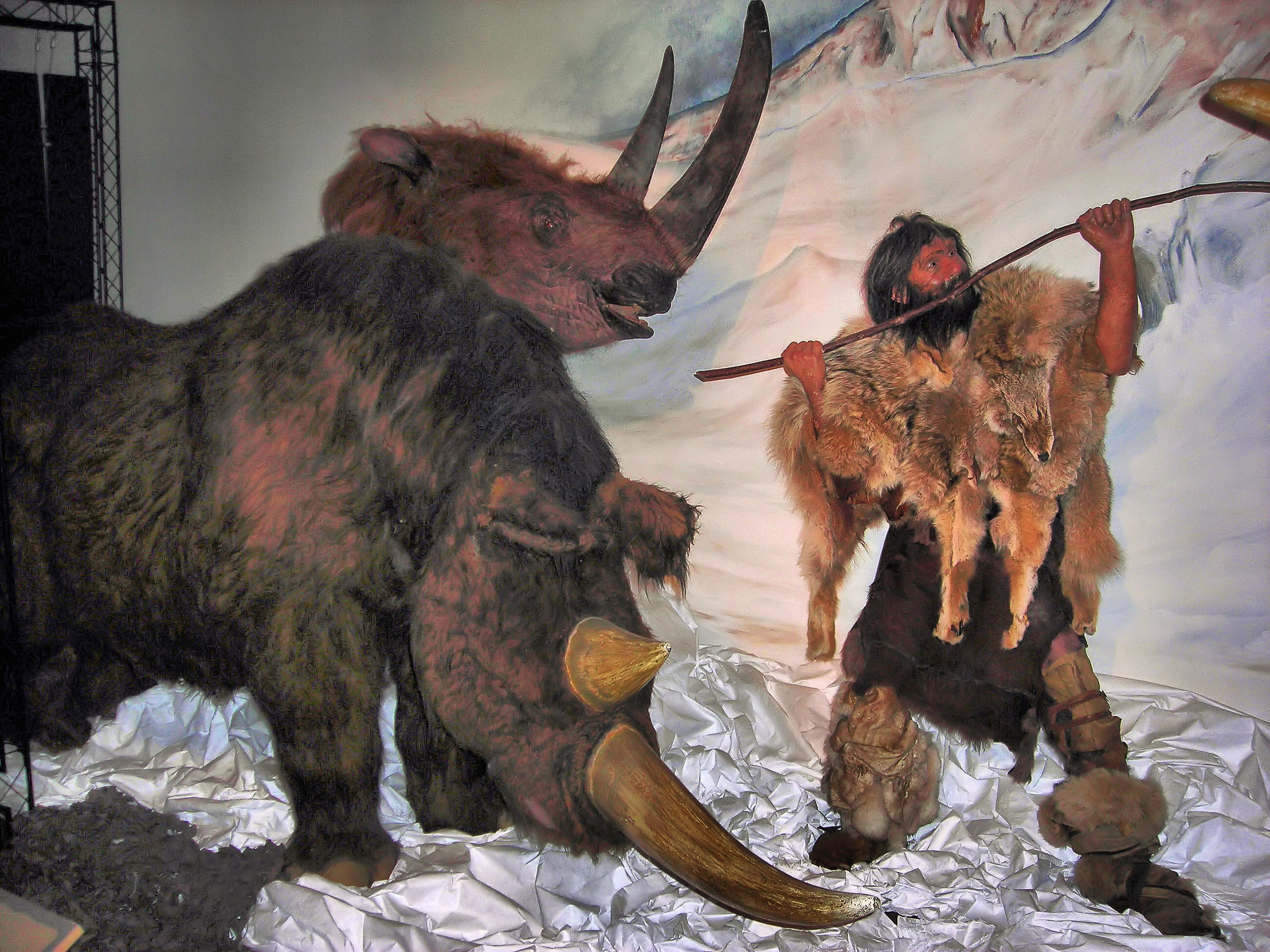
Il rinoceronte lanoso e l'uomo di Neanderthal che appaiono nell'episodio

- 30.000 anni fa - Pleistocene superiore - (Belgio)
- Set delle riprese: Yukon

Il sesto episodio si svolge durante l'ultima Era glaciale, nel tardo Pleistocene. In estate il Mare del Nord è diventato una pianura erbosa poiché le glaciazioni hanno ridotto il livello del mare sensibilmente. Queste terre sono il pascolo dei branchi di Mammuth, dei saiga e dei bisonti. Un clan di uomini di Cro-Magnon è posto nelle vicinanze. Il tema centrale della puntata è la migrazione del branco di mammut mentre viaggiano per 400 chilometri dal Mare del Nord alle Alpi svizzere per l'inverno e viceversa. Mentre la mandria migra verso sud, i maschi di Megaloceros si scontrano per il domino su un harem di femmine. Mentre i due cervi combattono, un gruppo di Cro-Magnon tende loro un'imboscata uccidendone uno. Nel frattempo, una femmina di mammut ed il suo piccolo sono rimasti separati dal branco, ma sopravvivono ad un incontro con un leone delle caverne. Quando il branco di mammut raggiunge le Alpi svizzere, la madre e il piccolo si riuniscono al branco. Tuttavia nel nuovo territorio è presente un altro clan, il clan dei Neanderthal, che si sono particolarmente evoluti per sopravvivere nel clima freddo e uno di loro viene caricato da un rinoceronte lanoso, ma sopravvive alla carica grazie alla sua costituzione robusta tipica dei Neanderthal. Scesa la notte, i Neanderthal attaccano il branco dei mammut con lance e torce riuscendo a spingere parte della mandria giù da un crepaccio, uccidendo poi i mammut caduti con le lance, tra cui la matriarca della mandria.
L'episodio si conclude nel Oxford University Museum of Natural History, dove le persone guardano i vari scheletri di alcuni discendenti degli animali presenti nella serie. Alla fine dell'episodio il narratore afferma che, "Da allora abbiamo costruito musei per celebrare il passato, e abbiamo trascorso decenni a studiare la vita preistorica. E se tutto questo ci ha insegnato qualcosa, è che... nessuna specie dura per sempre"
Animali presenti:
Mammuth lanoso · Megaloceros · Rinoceronte lanoso · Uomo di Cro-Magnon · Leone delle caverne · Uomo di Neanderthal · Saiga (non identificato) · Lupo grigio (non identificato) · Bisonte delle steppe (non identificato)

## Distribuzione
I predatori della preistoria fu originariamente trasmesso nel Regno Unito su BBC1 dal 12 novembre al 21 dicembre 2001. In Nord America è andato in onda a dicembre su Discovery Channel, mentre in Italia, la serie è stata trasmessa su Rete 4. La trasmissione nel Regno Unito è stato il primo programma non sportivo interattivo della BBC. Il programma è stato pubblicato in VHS il 26 novembre 2001, venendo successivamente pubblicato in DVD l'anno successivo, mentre venne pubblicato il 12 febbraio per il Nord America e l'8 aprile nel Regno Unito. La pubblicazione in Nord America ripristinò anche la narrazione originale di Kenneth Branagh. Il DVD contiene diverse funzioni speciali: due documentari di 50 minuti sulla vita preistorica, come il "Trionfo delle Bestie" (sulla vita nel Cenozoico in generale) e "Le Bestie tra Noi" (che si concentra sugli esseri umani e i primati in generale), l'intervista con Tim Haines, gli storyboard animati, una galleria fotografica e diverse schede degli animali presenti nella serie. Questa edizione è stata usata anche nella raccolta in DVD di The Walking with..., uscito il 23 luglio 2002.
Una versione ri-editata e ri-narrata de I predatori della preistoria è stata presentata come la seconda stagione di Prehistoric Planet, su Discovery Kids programma destinato a un pubblico più giovane di Walking with...

### Promozione
I predatori della preistoria è stato promosso anche grazie ad una marca di cereali per la colazione tie-in della Kellogg e dal videogioco Walking with Beasts: Operation Salvage per PC Windows. La colonna sonora è di Ben Bartlett ed è stata rilasciata in CD. È stata anche organizzata una mostra, presso l'Herbert Art Gallery & Museum.

## Critica
Il primo episodio di I predatori della preistoria ha attirato ben 8,5 milioni di spettatori, circa il 35% dei telespettatori in quel momento.
Il programma ha avuto critiche generalmente positive. Tuttavia, ci sono state alcune lamentele circa la narrazione e gli effetti visivi deludenti.

### Libro
È stato anche pubblicato un libro allegato al documentario, scritto da Tim Haines per accompagnare la prima proiezione della serie nel 2001. Come per Nel mondo dei dinosauri, la versione scritta di I predatori della preistoria viene elaborato sullo sfondo di ogni storia, andando a spiegare la scienza su cui gran parte della il programma si basa, e comprende la descrizioni dei diversi animali non identificati o presenti nella serie.

## Accuratezza scientifica
Ovviamente a causa del periodo in cui è stata girata la serie molte delle illustrazioni, informazioni e ricostruzioni degli animali oggi non sono più attendibili e oggi considerate superate:
Nel primo episodio, i Gastornis sono raffigurati come uccelli carnivori, in accordo con la loro percezione del momento come "uccelli del terrore". Tuttavia, nel 2013, uno studio scientifico ha rilevato che l'uccello era in realtà un erbivoro, o al massimo un onnivoro. Sempre nello stesso episodio, l'Ambulocetus è raffigurato con uno stile di vita anfibio; studi successivi suggeriscono che l'animale fosse completamente acquatico;
Nel secondo episodio, l'Andrewsarchus è raffigurato come una sorta di lupo gigante, in accordo con la loro percezione del momento, mentre oggi sappiamo che il suo aspetto era molto più simile a quello degli imparentati entelodonti;
L'Indricotherium viene descritto come il più grande mammifero terrestre mai esistito mentre recentemente è stato scoperto un mammifero ancora più grande: il Palaeoloxodon namadicus.

## Serie correlate
Altre serie appartenenti alla trilogia originale di Walking with... come I predatori della preistoria:
- Nel mondo dei dinosauri
- L'impero dei mostri - La vita prima dei dinosauri

Altre miniserie ed episodi speciali:
- La ballata di Big Al
- Mostri del mare